# Comté de Jennings
Le comté de Jennings est un comté de l'État de l'Indiana, aux États-Unis. Il comptait 28 525 habitants en 2010. Son siège est Vernon.